# Muhammad Baqir al-Sadr
Muhammad Baqir al-Sadr (en árabe: آية الله العظمى السيد محد باقر الصدر محمد) (Kadhimiya, 24/28 de febrero o 1 de marzo de 1935 - Bagdad, 8 de abril de 1980) fue un clérigo chiita y filósofo iraquí, fundador ideológico del Partido Islámico Dawa. También fue un exégeta coránico, historiador y escribió sobre política, filosofía y economía. Sus obras más importantes fueron Falsafatuna (Nuestra filosofía) y Iqtisaduna (Nuestra economía). Es posible que escribiera otra gran obra llamada Mujtama’una (Nuestra sociedad). Aunque fueron simples rumores, si existiese ese tercer manuscrito, su redacción fue interrumpida por el papel relevante que jugó como portavoz del chiismo, en Irak sobre todo, estableciéndose como gran Ayatolá y por su trabajo de maestro en Najaf. Fue suegro del clérigo Muqtada al-Sadr, primo del ayatolá Muhammad Sadeq al-Sadr y del imán Musa al-Sadr. Su padre, Haydar al-Sadr, fue un respetado clérigo chiita de alto rango. Su apellido puede remontarse a Mahoma a través del séptimo imán chiita Musa al-Kazim. En 1980, Baqir al-Sadr murió asesinado por el régimen de Saddam Hussein.

## Sus primeros años
Al-Sadr nació en Kadhimiya, Irak en el seno de una familia importante dentro del mundo chií, la cual se originó en la región de Jabal Amel, en Líbano. Su padre falleció en 1937, dejando a la familia sin dinero. En 1945, la familia se mudó a la ciudad santa de Najaf, ciudad iraquí importante desde la década de 1920 por la resistencia que los ulemas protagonizaron ante la invasión inglesa y donde al-Sadr pasaría el resto de su vida.  Con tan solo once años escribió un tratado sobre lógica y a los veinte, en 1955, publicó su primer escrito histórico (Fadak fi al-Ta’rikh), que versaba sobre la disputa entre Fátima y Abu Bakr sobre la tierra de Fadak, empleando un lenguaje bastante tendencioso, dada su condición de chií, que fue perdiendo con el paso de los años.

## Su pensamiento

### Sobre economía
Los ulemas y otros estudiosos de Najaf pronto se enfrentaron a los comunistas. Éstos fueron claves en el golpe de Estado de Qasim en 1958, que derrocó a Nuri al-Said, un año antes de que Baqir al-Sadr publicara Falsfatuna en respuesta a las tesis socialistas y comunistas. No obstante, su obra más importante es Iqtisaduna. En esta obra Muhammad Baqir al-Sadr trata la cuestión social a la que debe enfrentarse la sociedad islámica criticando a los dos sistemas económicos enfrentados del momento: el capitalismo y el comunismo. Critica al capitalismo por la ausencia de moral y al comunismo por subordinar el derecho individual a las necesidades de la sociedad. Cree que la necesidad del comunismo acerca de la nacionalización es una reacción natural tras la problemática de la propiedad privada en el capitalismo.
Además, afirmaba que lo que hace fracasar a las sociedades modernas, capitalistas o marxistas, es el materialismo. Defendía que un estado islámico respeta los intereses individuales pero los subordina a principios morales y espirituales. Aclaraba que la felicidad depende en la medida en que se satisface a Dios, quien premia o castiga en la otra vida según los actos de cada uno. En Falsfatuna también distingue entre las ciencias económicas y las escuelas económicas. La primera muestra que en ciertas condiciones económicas se producen unos resultados concretos, mientras que la escuela económica establece unos principios y metas sobre economía para el sistema de una nación. Especialmente es conocido por cómo debe ser el sistema económico islámico, que desarrollará en profundidad en su mayor obra, Iqtisaduna.
Otras aportaciones de al-Sadr a la economía se refirieron al sistema bancario, siendo muy crítico con la denominada riba, término que hace referencia a la usura y que según el iraquí debería prohibirse. En Iqtisaduna no estaba de acuerdo con las operaciones bancarias que conllevan intereses y, como expresa el Corán, la usura en el comercio también ha de condenarse. Lo justificaba afirmando que en el islam no está bien visto ganar dinero sin haber hecho uso de la propia fuerza de trabajo del individuo.

### La figura delMarja'y el modelo de Estado
Baqir al-Sadr estudió la evolución histórica del Marja’. Desde la Edad Media este gran Ayatolá ha tenido diferentes funciones, como fuente de la ley religiosa al servicio de las masas chiíes, más tarde como recolector de impuestos y, hasta principios del siglo XIX, como figura dominante sobre los principales asuntos del chiismo en el mundo. Sin embargo, su papel fue más relevante a partir de la colonización occidental del mundo musulmán cuando, según al-Sadr, el Marja’ se empezó a involucrar de forma directa en las cuestiones políticas de los musulmanes. Fue el encargado de dirigir la lucha frente a los poderes imperialistas, defendiendo la religión y los derechos de los musulmanes. El papel fundamental de este líder espiritual se basa en guiar, como vicario de Dios en la tierra, a los fieles y protegerlos de la corrupción que existe en el mundo. El Marja’ sucede a los profetas en su rol de testigos de la palabra de Dios. Es el responsable de intervenir cuando se produce alguna desviación en el camino marcado por Dios. La diferencia que establece Baqir al-Sadr entre el Profeta, el imán y el Marja’ es la siguiente: el Profeta es el mensajero que recibe, entrega y aplica el mensaje divino; el imán interpreta ese mensaje y, por último, el Marja’ posee la comprensión del Islam desde sus fuentes originales junto con una piedad que le permite controlar su propia conducta a través de la disciplina.
Respecto al modelo de estado, al-Sadr establece tres modelos distintos, según el tipo de sociedad existente. El primer modelo es el de una sociedad islámica, de mayoría musulmana, pero no representada por un estado islámico y, además, en tiempos de crisis. Es un estado no islámico y despótico, donde el Marja’ tiene la autoridad para guiar a los fieles ya que éstos no pueden practicar su derecho al autogobierno. En los dos siguientes modelos, hay una sociedad y un estado islámico. En uno existe una situación de crisis, donde el Marja’ vuelve a intervenir como guía espiritual de la comunidad musulmana. Mientras que en una situación de no crisis, el papel del Marja’ no será necesario.

## Partido Islámico Dawa

### Origen y desarrollo
El chiismo en Irak tuvo que enfrentarse, en primer lugar, a los británicos durante su ocupación en la década de 1920. Más tarde, esta comunidad religiosa estuvo discriminada en la política iraquí, tanto en la etapa monárquica como en la republicana a partir de 1958. Se dio un proceso de discriminación y restricción de los derechos de los chiíes que acabó con la conformación del Partido Islámico Dawa. El líder espiritual y uno de los fundadores de este nuevo partido fue Muhammad Baqir al-Sadr que se opondrá al gobierno de Qasim y, más tarde, al régimen baazista. Estuvo compuesto por reformistas, chiíes que formaban parte de organizaciones islamistas sunníes y, también, chiíes que se fundaron en la década de 1940.
Fue un partido desde el que al-Sadr quería impulsar importantes reformas. Se desarrolló en la clandestinidad, de forma jerárquica y su principal objetivo fue centrar su acción no solo en Irak, sino en todas las comunidades chiíes del mundo. A pesar de todo, las discrepancias empezaron a aflorar en el seno del partido. Apareció la figura de Sahib al-Dakhil, que fue un hombre de acción mientras que Baqir al-Sadr estuvo siempre dedicado al estudio. Pronto el partido contó con el apoyo de estudiantes y profesionales, nuevos grupos que estuvieron del lado de al-Dakhil, algo que afectaría a la naturaleza del Dawa. Dejó de defender los derechos de la comunidad islámica para proteger los intereses de un grupo determinado. Tal fue la disputa interna que al-Sadr se vio obligado a renunciar como faqih del partido. Aun así, al-Sadr mantuvo siempre el contacto con gente del partido a través de uno de sus alumnos. Se preocupó bastante por los estudiantes, dado que muchos no acaban sus estudios, así que propuso realizar un nuevo libro de texto que fuese específico para estudiantes. A finales de la década de 1960, el número de miembros del Partido Dawa se incrementó especialmente en las universidades y entre los intelectuales del momento.

### Enfrentamiento con el Baaz y ejecución
El régimen baazista ocupó el poder en 1968 con al-Bakr. Empezó entonces una campaña de expropiación de tierras a los chiíes, cierre de sus colegios, prohibición a los alumnos extranjeros de estudiar en Najaf, impedir las actividades religiosas, etc. Aunque los dirigentes chiíes del Dawa estaban desorganizados, los dos principales líderes espirituales, Mushin al-Hakim y Muhammad Baqir al-Sadr, se movilizaron para paliar la situación. Se estaba preparando una movilización de las fuerzas opositoras contra el gobierno. Al-Sadr marchó al Líbano a organizar la protesta. Desde allí se enviaron multitud de cartas a diferentes estados y grupos islámicos para conseguir su apoyo frente al régimen baazista. Solo obtuvieron el apoyo moral de Egipto, Arabia Saudí, Yemen del Norte y Pakistán. El gobierno acusó a al-Hakim de intento de golpe de Estado. Este huyó, igual que otros muchos líderes chiíes.
En 1974, setenta y cinco de sus miembros fueron detenidos y cinco de ellos ejecutados. Después de que al-Sadr fuera detenido y liberado, fue nombrado Marja’. En 1977 se intensificaron las acciones en ambos bandos. El régimen impuso el cierre de centros chiíes, restringía sus publicaciones y actividades, mientras que éstos se organizaban de forma clandestina para resistir la opresión del régimen. El gobierno llegó a prohibir la ceremonia de conmemoración del martirio del Imán Husayn, acción que no tuvo éxito ni en Najaf ni en Kerbala. Hubo disturbios tras impedir la procesión de la comunidad chií que se hacía de Najaf a Kerbala. Los peregrinos del Santuario del Imán Husayn fueron masacrados por el gobierno y, un año después, el dinero de dicho santuario pasó a ser controlado por el propio régimen.
Tras las Revolución Iraní de 1979, el partido Baaz se puso en alerta al ver peligrar su poder. La comunidad chií de Irak apoyó al Ayatolá Jomeini. Se produjeron disturbios ese mismo año en Najaf y Kerbala por impedir que Baqir al-Sadr dirigiese una delegación para felicitar al nuevo dirigente de Irán. Una carta de al-Sadr dirigida al Ayatolá provocó su arresto y traslado a Bagdad. Su hermana, Bint al-Huda, fue llevada también a la capital por el gran activismo que desarrolló para conseguir la puesta en libertad de al-Sadr. El 8 de abril de 1980 Muhammad Baqer al-Sadr fue ejecutado en Bagdad junto a su hermana. Irak perdía a su activista religioso más importante.

## Lista de obras
Al-Sadr se comprometió con las ideas filosóficas occidentales, desafiándolas cuando fuesen necesarias e incorporándolas cuando fuesen apropiadas, con el objetivo final de que el conocimiento religioso no era antiético hacia el conocimiento científico. A continuación, se presentará una lista sobre sus obras:

### Jurisprudencia
- Buhuth fi Sharh al- 'Urwah al' Wuthqa (Discursos sobre el comentario de al- 'Urwah al-Wuthqa), 4 volúmenes.
- Al-Ta'liqah 'ala Minhaj al-Salihin (Anotación sobre el Minhaj al-Salihin del Ayatolá Hakim), 2 volúmenes.
- Al-Fatawa al-Wadhihah (Decretos claros).
- Mujaz Ahkam al-Hajj (Reglas resumidas del Hajj)
- Al-Ta'liqah 'ala Manasik al-Hajj (Anotación sobre los ritos hajj del Ayatolá Khui).
- Al-Ta'liqah 'ala Salah al-Jumu'ah (Anotación sobre la oración del viernes)

### Fundamentos del derecho
- Durus fi Ilm al-Usul (Lecciones en la ciencia de la jurisprudencia), 3 Partes.
- Al-Ma'alim al-Jadidah lil-Usul (Los nuevos indicadores de la jurisprudencia).
- Ghayat al-Fikr (El más alto grado del pensamiento)

### Filosofía
- Falsafatuna (Nuestra Filosofía). Publicado en 1959 (PDF en inglés).

### Lógica
- Al-Usus al-Mantiqiyyah lil-Istiqra' (Fundamentos lógicos de inducción)

### Teología
- Al-Mujaz fi Usul al-Din: al-Mursil, al-Rasul, al-Risalah (Los principios resumidos de la religión: el remitente, el mensajero y el mensaje).
- Al-Tashayyu' wa al-Islam - Bahth Hawl al-Wilayah (Discurso sobre la autoridad divina).
- Bahth Hawl al-Mahdi (Discurso sobre el Imán Mahdi)

### Economía
- Iqtisaduna (Nuestra Economía).
- Al-Bank al-la Ribawi fi al-Islam (Banca de usura libre en el Islam).
- Maqalat Iqtisadiyyah (Ensayos sobre economía).

### Comentarios coránicos
- Al-Tafair al-Mawzu'i lil-Qur'an al-Karim - al-Madrasah al-Qur'aniyyah (La exégesis temática del sagrado Corán).
- Buhuth fi 'Ulum al-Qur'an (Discursos sobre las ciencias coránicas).
- Maqalat Qur'aniyyah (Ensayos sobre el Corán).

### Historia
- Ahl al-Bayt Tanawwu' Ahdaf wa Wahdah Hadaf (Ahl al- Bayt, variedad de objetivos hacia un solo objetivo).
- Fadak fi al-Tarikh (Fadak en la historia).

### Cultura islámica
- Al-Islam Yaqud al-Hayah (Directiva del Islam en la vida).
- Al-Madrasah al-Islamiyyah (Escuela islámica)
- Risalatuna (Nuestra Misión).
- Nazrah Ammah fi al-Ibadat (Visión general sobre los ritos de adoración).
- Maqalat wa Muhazrat (Ensayos y Conferencias)

### Artículos
- "Al-'Amal wa al-Ahdaf" (Los hechos y los objetivos): Min Fikr al- Da'wah. Núm. 13. Propagación central del Partido Islámico Dawa, lugar y fecha de publicación desconocida.
- "Al-'Amal al-Salih fi al-Quran" (Las acciones apropiadas según el Corán): Ikhtrna Lak. Beirut: Dar al-Zahra', 1982.
- "Ahl al-Bayt: Tanawu' Adwar wa-Wihdat Hadaf" (La casa del profeta: diversidad de roles pero una meta unificada). Beirut: Dar al-Ta'ruf, 1985.
- "Bahth Hawla al-Mahdi" (Tesis sobre el Mesías). Beirut: Dar al-Ta'ruf, 1983.
- "Bahth Hawla al-Wilayah" (Tesis sobre el gobierno). Kuwait: Dar al-Tawhid, 1977.
- "Da'watana il al-Islam Yajeb an Takun Enqilabiyah," (Nuestro llamado al Islam debe ser revolucionario): Fikr al-Da'wah, Núm. 13. Propagación central del Partido Islámico Dawa, lugar y fecha de publicación desconocido.
- "Dawr al-A'imah fi al-Hayat al-Islamiyah" (El rol de los imanes en la vida musulmana): Ikhtarna Lak. Beirut: Dar al-Zahra', 1982.
- "al-Dawlah al-Islamiyah" (El estado islámico), al-Yihad (14 de marzo de 1983): 5.
- "Hawla al-Marhala al-Ula min 'Amal al-Da'wah" (Sobre la primera etapa del Programa político Dawa): Min Fikr al-Da'wah. Núm. 13. Propagación central del Partido Islámico Dawa, lugar y fecha de publicación desconocida.
- "Hawla al-Ism wa-al-Shakl al-Tanzimi li-Hizb al-Da'wah al-Islamiyah" (Sobre el nombre y la organización estructural del Partido Islámico Dawa): Min Fikr al-Da'wah. Núm. 13. Propagación central del Partido Islámico Dawa, lugar y fecha de publicación desconocida.
- "al-Huriyah fi al-Quran" (Libertad según el Corán): Ikhtarna Lak. Beirut: Dar al-Zahra', 1982.
- "al-Itijahat al-Mustaqbaliyah li-Harakat al-Ijtihad" (Las futuras tendencias del proceso de Ijtihad): Ikhtarna Lak. Beirut: Dar al-Zahra', 1980.
- "al-Insan al-Mu'asir wa-al-Mushkilah al-Ijtima'yah" (El hombre contemporáneo y el problema social).
- "al-Janib al-Iqtisadi Min al-Nizam al-Islami" (La perspectiva económica del sistema islámico): Ikhtarna Lak. Beirut: Dar al-Zahra', 1982.
- "Khalafat al-Insan wa-Shahadat al-Anbia'' (El rol victorioso del hombre, y el rol testificador de los profetas): al-Islam Yaqwod al-Hayat. Irán: Ministerio Islámico de Orientación, n.d.
- "Khatut Tafsiliyah 'An Iqtisad al-Mujtama' al-Islami (Bases generales de economía de la sociedad islámica): al-Islam Yaqud al-Hayah. Irán: Ministerio Islámico de Orientación, n.d.
- "Lamha fiqhiyah Hawla Dustur al-Jumhuriyah al-Islamiyah" (Base preliminar de jurisprudencia de la Constitución de la República Islámica): al-Islam Yaqwod al-Hayat Irán: Ministerio Islámico de Orientación, n.d.
- "Madha Ta'ruf 'an al-Iqtisad al-Islami" (¿Qué sabes sobre economía islámica?). al-Islam Yaqwod al-Hayat Irán: Ministerio Islámico de Orientación, n.d.
- "Manabi' al-Qudra fi al-Dawlah al-Islamiyah" (Las fuentes de poder en un Estado islámico). al-Islam Yaqwod al-Hayat Irán: Ministerio Islámico de Orientación, n.d.
- "al-Mihna" (La prueba). Sawt al-Wihdah, núm. 5, 6, 7, n.d.
- "Minhaj al-Salihin" (La ruta de los justos). Beirut: Dar al- Ta'aruf, 1980.
- "Muqaddimat fi al-Tafsir al-Mawdu'i Lil-Corán" (Introducciones en la exégesis temática del Corán). Kuwait: Dar al- Tawjyyh al-Islami, 1980.
- "Nazarah 'Amah fi al-'Ibadat" (Perspectiva general sobre la adoración): al-Fatawa al-Wadhiha. Beirut: Dar al-Ta'aruf, 1981.
- "al-Nazriyah al-Islamiyah li-Tawzi' al-Masadr al-Tabi'iyah" (Teoría islámica de distribución de recursos naturales): Ikhtarna Lak. Beirut: Dar al-Zahra', 1982.
- "al-Nizam al-Islami Muqaranan bil-Nizam al-Ra mali wa-al- Markisi" (El sistema islámico comparado con el sistema capitalista y marxista). Ikhtarna Lak. Beirut: Dar-al Zahra', 1982.
- "Risalatuna wa-al-Da'wah" (Nuestro mensaje y nuestro sermón). Risalatuna. Beirut: al-Dar al-Islamiyah, 1981.
- "Al-Shakhsiyah al-Islamiyah" (Personalidad musulmana): Min Fikr al-Da'wah al-Islamiyah (De los pensamientos del Dawa islámico). Núm. 13. Propagación central del Partido Islámico Dawa, lugar y fecha de publicación desconocida.
- "Surah 'An Iqtisad al-Mujtama' al-Islami" (Una perspectiva sobre la economía de la sociedad musulmana). al-Islam Yaqwod al-Hayat Irán: Ministerio Islámico de Orientación, n.d.
- "al-Usus al-Amah li-al-Bank fi al-Mujtam al-Islami" (La base general de los bancos en la sociedad islámica). En al-Islam Yaqwod al-Hayat Irán: Ministerio Islámico de Orientación, n.d.
- "Utruhat al-Marja'iyah al-Salihah" (Tesis sobre un adecuado Marja'iyah). En Kazim al-Ha'iri, Mabahith fi 'Ilm al-Usul.Qum, Irán: n.p., 1988.
- "al-Yaqin al-Riyadi wa-al-Mantiq al-Waz'i" (La certeza matemática y la lógica fenomenal): Ikhtrna Lak. Beirut: Dar al-Zahra', 1982.
- "Prefacio a al-Sahifah al-Sajadiyah" (del Imán Ali ibn Hussein al-Sajad) Teherán: al-Maktabah al-Islamiyah al-Kubra, n.d.

## Distinguidos colegas y estudiantes
- Hassan Nasrallah
- Muhammad Hussein Fadlalá
- Muhammad Baqir al-Hakim (tardío)
- Muhammad Muhammad Sadiq tan-Sadr
- Mohsen Araki
- Kazem al-Haeri
- Abbas al-Musawi
- Talib Jauhari
- Syed Sajid Ali Naqvi
- Ali El-Amine
- Allama Syed Zeeshan Haider Jawadi

## Libros
- Iqtisaduna
- Falsafatuna